# Британська премія фентезі
Британська премія фентезі (англ. British Fantasy Awards) з 1976 року вручається «Британським товариством фентезі» (British Fantasy Society). До цього вони були знані як Премія фентезі Августа Дерлета. З першого вручення 1972 року («Лицар мечів» Майкла Муркока), вона вручалась лише за романи, але пізніше кількість преміальних категорій зросла і в 1976 році Британське товариство фентезі перейменувало їх в сукупності в Британську премію фентезі.
Зараз нагороди вручаються в категоріях: найкращий роман фентезі (премія Роберта Голдстока), найкращий роман жахів (премія Августа Дерлета), найкраща повість, найкраще оповідання розповідь, найкраще незалежне видавництво, найкращий художник, найкраща збірка, найкраща антологія, найкращий комікс, найкраща нехудожня праця найкращий дебют (премія Сідні Дж. Баундса). Номінанти визначаються голосуванням членами Британського товариства фентезі, а переможець визначається за рішенням журі. Премія Карла Едварда Вагнера присуджується на розсуд комітету Британського товариства фентезі.

## Переможці

### 1999
Переможець за найкращий роман в 1999 році  - «Мішок з кістками», Стівен Кінг.

### 2004
У 2004 році нагороди були вручені на FantasyCon XXVIII, що відбулася в 2004 році в готелі «Quality», Бентлі, Уолсолл.
Премія імені Августа Дерлета (найкращий роман)
- «Повний Темний будинок» (англ. Full Dark House), Крістофер Фаулер (Doubleday UK)

Краще оповідання
- «Американська офіціантка» (англ. American Waitress), Крістофер Фаулер (Crimewave 7: The Last Sunset)

Найкраща збірка
- «Розказано мертвими» (англ. Told by the Dead), Ремсі Кемпбелл (PS Publishing)

Найкраща антологія
- «Гігантська книга кращих нових жахів: том чотирнадцятий» (англ. The Mammoth Book of Best New Horror: Volume Fourteen), ред. Стівен Джонс (Robinson)

Найкраще мале видавництво
- PS Publishing (ред. Пітер Кроутнер)

Кращий художник
- Лес Едвардс

Спеціальний приз
- Пітер Джексон (за «Володар перснів (кінотрилогія)»)

### 2005
У 2005 році нагороди були вручені на FantasyCon 2005, що відбулася 30 вересня–2 жовтня 2005 року у готелі Quality, Бентлі, Уолсалл.
Премія імені Августа Дерлета (найкращий роман)
- «Темна Вежа VII: Темна Вежа», Стівен Кінг (Hodder & Stoughton)

Найкраща повість
- «Дихати» (англ. Breathe), Крістофер Фаулер (Telos Publishing)

Найкраще оповідання
- «Чорна статика» (англ. Black Static), Пол Мелой

Найкраща збірка
- «Божевільний» (англ. Out of His Mind), Стівен Галлахер (PS Publishing)

Найкраща антологія
- «Проєкт Алсісо»  (англ. The Alsiso Project), ред. Ендрю Хук (Elastic Press)

Найкраще мале видавництво
- Elastic Press (Ендрю Хук)

Кращий художник
- Лес Едвардс / Едвард Міллер

Спеціальний приз
- Найджел Ніл (англ. Nigel Kneale)

### 2006
У 2006 році нагороди були вручені на FantasyCon 2006, який проходив 22-24 вересня 2006 року в готелі Britannia, Ноттінгем.
Премія імені Августа Дерлета (найкращий роман)
- «Хлопці Анансі» (англ. Anansi Boys), Ніл Ґеймен

Найкраща повість
- «Маска за обличчям» (англ. The Mask Behind the Face), Стюарт Янг

Найкраще оповідання
- «Кращі нові жахи», Джо Гілл

Найкраща збірка
- «Привиди 20 століття», Джо Гілл

Найкраща антологія
- «Еластична книга чисел» (англ. The Elastic Book of Numbers), Аллен Ешлі

Найкраще маленьке видавництво
- PS Publishing, ред. Пітер Кроутер

Кращий Художник
- Ліс Едвардс

Спеціальний приз
- Стівен Джонс

### 2007
У 2007 році нагороди були вручені на FantasyCon ХХХІ 21-23 вересня 2007 року в готелі Britannia, Ноттінгем.
Премія імені Августа Дерлета (найкращий роман)
- «Сутінки» (англ. Dusk), Тім Леббон (Spectra)

Найкраща повість
- «Дитина» (англ. Kid), Пол Фінч (Choices, Pendragon Press)

Найкраще оповідання
- «Віспер Лейн» (англ. Whisper Lane), Марк Чадборн (BFS: A Celebration, the British Fantasy Society)

Найкраща збірка
- «Крихкі речі» (англ. Fragile Things), Ніл Ґеймен (Headline)

Найкраща антологія
- «Розширене відтворення: еластична книга музики» (англ. Extended Play: The Elastic Book of Music), Гері Кузенс (Elastic Press)

Найкраще мале видавництво
- PS Publishing, ред. Пітер Кроутер

Найкращий художник
- Вінсент Чонг

Найкращий новачок
- Джо Гілл

Спеціальний Приз
- Еллен Детлоу (англ. Ellen Datlow)

### 2008
У 2008 році нагороди були вручені на FantasyCon 2008 в готелі Britannia, Ноттінгем.
Премія імені Августа Дерлета (найкращий роман)
- «Оскал темряви» (англ. The Grin of the Dark), Ремсі Кемпбелл (PS Publishing))

Найкраща повість
- «Пекучі кімнати» (англ. The Scalding Rooms), Конрад Вільямс (PS Publishing))

Найкраще оповідання
- «Моє кам'яне бажання» (англ. My Stone Desire), Джоел Лейн ((Black Static #1, TTA Press)

Найкраща антологія
- «Гігантська книга кращих нових жахів: том  18», Стівен Джонс (Robinson)

Краща збірка
- «Старий Диявол Місяць» (англ. Old Devil Moon), Крістофер Фаулер (Serpents Tail)

Кращий новачок
- Скотт Лінч (англ. Scott Lynch)

Спеціальний Приз
- Рей Гаррігаузен (англ. Ray Harryhausen)

Найкраща нехудожня книга
- «Whispers of Wickedness Reviews» (сайт), Пітер Теннант (авт.)

Кращий художник
- Вінсент Чонг

Найкраще мале видавництво
- PS Publishing, ред. Пітер Кроутер

### 2009
У 2009 році нагороди були вручені на FantasyCon 2009 в готелі Britannia, Ноттінгем.
Премія імені Августа Дерлета (найкращий роман)
- «Мемуари майстра-Фальсифікатора» (англ. Memoirs of a Master Forger), Вільям Хіні (він же Грем Джойс) (Gollancz)

Найкраща повість
- «Доступ дітей» (англ. The Reach of Children), Тім Леббон (Humdrumming)

Найкраще оповідання
- «Чи ти бачиш?» (англ. Do You See), Сара Пінборо з «Myth-Understandings», ред. Ян Вейтс (Newcon Press)

найкраща збірка
- «Бик біжить до дівчаток» (англ. Bull Running for Girls), Еллісон Бірд (Screaming Dreams)

Найкраща антологія
- «Гігантська книга кращих нових жахів: том 19», вид. Стівен Джонс (Constable & Robinson)

Премія PS Publishing (найкраще мале видавництво)
- Elastic Press (Ендрю Хук)

Найкраща нехудожня книга
- «Безіл Коппер: життя в книгах» (англ. Basil Copper: A Life in Books) ред. Стівен Джонс (PS Publishing)

Кращий Журнал/Періодичне Видання
- «Postscripts», ред. Пітер Кроутер і Нік Геверс (PS Publishing)

Кращий Художник
- Вінсент Чонг

Кращий Комікс/Графічний Роман
- «Замок & ключ» (англ. Locke & Key), Джо Гілл і Габріель Родрігес (IDW Publishing)

Кращий Телефільм
- «Доктор Хто», головний сценарист Расселл Т. Девіс (BBC Wales)

Кращий Фільм
- «Темний лицар», режисер Крістофер Нолан (Warner Bros.)

Премія імені Сідні Дж. Баундса (Кращий Новачок)
- Джозеф Д'Лейсі, за  «М'ясо» (англ. Meat) (Bloody Books)

Премія імені Карла Едварда Вагнера (Спеціальний Приз)
- Міядзакі Хаяо

### 2010
У 2010 році нагороди були вручені на FantasyCon 2010, яка відбулась 17-19 вересня 2010 року.
Премія імені Августа Дерлета (найкращий роман)
- «Сам» (англ. One), Конрад Вільямс (Virgin Horror)

Найкраща повість
- «Мова вмирання» (англ. The Language of Dying), Сара Пінборо (PS Publishing)

Найкраще оповідання
- «Що відбувається, коли ви прокидаєтеся вночі» (англ. What Happens When You Wake Up in the Night), Майкл Маршалл Сміт (Nightjar)

Найкраща збірка
- «Пісні про кохання для сором'язливих і цинічних» (англ. Love Songs for the Shy and Cynical), Роберт Ширман (Big Finish)

Найкраща антологія
- «Гігантська книга кращих нових жахів: том 20», ред. Стівен Джонс (Constable & Robinson)

Премія PS Publishing (найкраще мале видавництво)
- Telos Publishing, Девід Хоу і Стівен Джеймс Вокер

Найкраща нехудожня книга
- «Анзибль» (англ. Ansible), Дейвід Ленґфорд

Кращий журнал/періодичне видання
- «Murky Depths», ред. та вид. Террі Мартін

Кращий художник
- Вінсент Чонг, за роботи, включаючи обкладинки для «Свідки втрачені» (англ. The Witnesses Are Gone) (PS Publishing) і «Гігантська книга кращих нових жахів: том 20» (Constable & Robinson)

Кращий Комікс/Графічний Роман
- «Бетмен: що сталося з борцем зі злом у плащі?» (англ. Batman: Whatever Happened to the Caped Crusader?), Ніл Ґеймен і Енді Куберт (DC Comics/Titan Books)

Найкращий телефільм/телесеріал
- «Доктор Хто», головний сценарист: Расселл Т. Девіс (BBC Wales)

Найкращий Фільм
- «Впусти мене» (англ. Let The Right One In), Режисер Томас Альфредсон (EFTI)

Премія імені Сідні Дж. Баундса (Кращий новачок)
- Карі Сперрінг, за «Життя з привидами» (англ. Living With Ghosts) (DAW)

Премія імені Карла Едварда Вагнера (Спеціальний Приз)
- Роберт Голдсток

### 2011
Премія імені Карла Едварда Вагнера (Спеціальний Приз)
- Террі Пратчетт

Премія імені Августа Дерлета (найкращий роман)
- Жодної нагороди. (Переможцем оголошений «Танець демона» (англ. Demon Dance) Сема Стоуна (House Of Murky Depths), але Стоун повернув нагороду.[4])

Найкраща повість
- «Кістки Шалтая» (англ. Humpty's Bones), Саймон Кларк (Telos Publishing)

Краще оповідання
- «Золото дурнів» (англ. Fool's Gold), Сем Стоун, з «The Bitten Word», ред. Єн Вейтс (Newcon Press)

Краща антологія
- «Повернення з мертвих: Спадщина Великої книги жахів» (англ. Back From The Dead: The Legacy of the Pan Book Of Horror Stories), ред. Джонні Майнс (Noose & Gibbet)

Краща збірка
- «Повна темрява. Без зірок» (англ. Full Dark, No Stars), Стівен Кінг (Hodder & Stoughton)

Найкраща нехудожня книга
- «Змінені Бачення: Мистецтво Вінсента Чонга» (англ. Altered Visions: The Art Of Vincent Chong), Telos Publishing

Кращий художник
- Вінсент Чонг

Кращий Комікс/Графічний Роман
- «В горах Безумства: графічний роман» (англ. At The Mountains Of Madness: A Graphic Novel), Ян Куулбард (Selfmadehero)

Кращий журнал/періодичне видання
- «Black Static», ред. Енді Кокс (TTA Press)

Найкраще мале видавництво
- Telos Publishing

Кращий Фільм
- «Початок»

Кращий телефільм/телесеріал
- «Шерлок»

Премія імені Сідні Дж. Баундса (найкращий новачок)
- Роберт Джексон Беннет, за «Містер Шиверс» (англ. Mr Shivers), (Orbit)

### 2012
Премія імені Августа Дерлета (найкращий роман жахів)
- «Ритуал» (англ. The Ritual), Адам Невілл

Премія імені Роберта Голдстока (найкращий роман-фентезі)
- «Серед інших» (англ. Among Others), Джо Волтон

Найкраща повість
- «Горел і пузатий бог» (англ. Gorel and the Pot Bellied God), Леві Тідгар

Найкраще оповідання
- «Дочка трунаря» (англ. The Coffin-Maker's Daughter), Ангела Слаттер

Краща антологія
- «Дивне» (англ. The Weird), ред. Джефф і Енн ВандерМеер

Краща збірка
- «Всі просто такі особливі» (англ. Everyone's Just So So Special), Роберт Ширмен

Кращий сценарій
- «Опівночі в Парижі» (англ. Midnight in Paris), Вуді Аллен

Кращий журнал/періодичне видання
- «Black Static», ред. Енді Кокс (TTA Press)

Кращий комікс/графічний роман
- «Замок і ключ» (англ. Locke and Key), Джо Гілл і Габріель Родрігес

Премія PS Publishing (найкраще незалежне видавництво)
- Chomu Press, ред. Квентін С.Крісп

Кращий художник
- Даніель Серра

Найкраща нехудожня книга
- «Супербоги: наш світ в епоху супергероїв» (англ. Supergods: Our World in the Age of the Super Hero), Грант Моррісон

### 2013
Премія імені Августа Дерлета (найкращий роман жахів)
- «Останні дні» (англ. Last Days), Адам Невілл

Премія імені Роберта Голдстока (найкращий роман-фентезі)
- «Якась казка» (англ. Some Kind of Fairy Tale), Грем Джойс

Найкраща повість
- «Дев'ять смертей доктора Валентина» (англ. The Nine Deaths of Dr. Valentine), Джон Левеллин Проберт

Найкраще оповідання
- «Акула! Акула!» (англ. Shark! Shark!), Рей Клюлі

Краща антологія
- «Магія: Антологія езотеричного і магічного» (англ. Magic: An Anthology of the Esoteric and Arcane), редагувалось Джонатан Олівер

Краща збірка
- «Згадайте, чому ви боїтеся мене: Темна Фантастика Роберта Ширмена» (англ. Remember Why You Fear Me: The Best Dark Fiction of Robert Shearman), Роберт Ширмен

Кращий сценарій
- «Хатина у лісі» (англ. The Cabin in the Woods), Джосс Відон і Дрю Годдард

Кращий журнал/періодичне видання
- «Interzone», ред. Енді Кокс

Кращий комікс/графічний роман
- «Сага», Браян Вон і Фіона Степлс

Премія PS Publishing (найкраще незалежне видавництво)
- ChiZine Publications, ред. Бретт Александер Сейворі та Сандра Кастурі

Кращий художник
- Шон Філліпс

Найкраща нехудожня книга
- «Pornokitsch» Енн К. Перрі і Джаред Шурин

Премія імені Карла Едварда Вагнера
- Ієн Бенкс

Премія імені Сідні Дж. Баундса (Кращий новачок)
- «Сторона волосся, сторона плоті» (англ. Hair Side, Flesh Side), Хелен Маршалл

### 2014
Премія імені Августа Дерлета (найкращий роман жахів)
- «Сяючі дівчата» (англ. The Shining Girls), Лорен Бойкс

Премія імені Роберта Голдстока (найкращий роман-фентезі)
- «Незнайомець в Олондрії»' (англ. A Stranger in Olondria), Софія Саматар

Найкраща повість
- «Краса» (англ. Beauty), Сара Пінборо

найкраще оповідання
- «Ознаки часу» (англ. Signs of the Times), Керол Джонстон

Краща антологія
- «Кінець шляху» (англ. End of the Road), ред. Джонатан Олівер

Найкраща збірка
- «Монстри в серці» (англ. Monsters in the Heart), Стівен Волк

Кращий фільм/телевізійний епізод
- «Гра престолів: Дощі Кастамере», сценаристи Девід Беніофф та Д. Б. Уайсс

Кращий журнал/періодичне видання
- Clarkesworld ред. Ніл Кларк, Уоллес Шон і Кейт Бейкер

Кращий комікс/графічний роман
- Деметра (англ. Demeter), Беккі Cloonan

Премія PS Publishing (найкраще незалежне видавництво)
- The Alchemy Press, Peter Coleborn

Кращий художник
- Джої Хай-Фай

Найкраща нехудожня книга
- «Фантастика 2012» (англ. Speculative Fiction 2012), відредаговано Джастін Лендон і Джаред шурин

Премія імені Карла Едварда Вагнера
- Фарах Мендельсон

Премія імені Сідні Дж. Баундса (Кращий новачок)
- «Допоміжна діяльність у сфері правосуддя» (англ. Ancillary Justice), Енн Лекі

### 2015
Переможцями 2015 року були представлені 25 жовтня 2015 року в FantasyCon 2015 року в Ноттінгемі.
Премія імені Августа Дерлета (найкращий роман жахів)
- «Ніхто не вийде живим» (англ. No One Gets Out Alive), Адам Невілл

Премія імені Роберта Голдстока (найкращий роман-фентезі)
- «Пісня зозулі» (англ. Cuckoo Song), Франсес Гардінж

Найкраща повість
- «Газетне серце» (англ. Newspaper Heart), Стівен Волк (у «The Spectral Book of Horror Stories»)

Найкраще оповідання
- «Місце жінки» (англ. A Woman's Place), Емма Ньюман (у «Two Hundred and Twenty-One Baker Streets»)

Найкраща антологія
- «Lightspeed: жінки знищують наукову фантастику, спеціальний випуск», (англ. Lightspeed: Women Destroy Science Fiction Special Issue), ред. Крісті Янт

Найкраща збірка
- «Нік Найтмер розслідує» (англ. Nick Nightmare Investigates), Адріан Коул

Кращий фільм/телевізійний епізод
- «Вартові галактики»

Кращий журнал/періодичне видання
- «Holdfast Magazine», ред. Лорел Сіллс & Люсі Смі

Кращий комікс/графічний роман
- «'Через ліс» (англ. Through the Woods), Емілі Керролл

Найкраще незалежне видавництво
- Fox Spirit Books

Кращий художник
- Карла Ортіз

Найкраща нехудожня книга
- «Листи до Аркхема: листи Ремсі Кемпбелла і Огеста Дерлета, 1961—1971» (англ. Letters to Arkham: The Letters of Ramsey Campbell and August Derleth, 1961–1971), ред. С. Т. Джоші

Премія імені Карла Едварда Вагнера
- Джульєт Е. Маккенна

Премія імені Сідні Дж. Баундса (кращий новачок)
- «Три» (англ. The Three), Сара Лотц

## Суперечка премії 2011 року
У 2011 році британська письменниця Сем Стоун виграла Британську премію фентезі за найкращий роман, але повернула її через три дні після того, як редактор і упорядник антологій Стівен Джонс опублікував запис у блозі, зазначивши, що твори трьох з переможців (і багатьох номінантів) вийшли у видавництві Telos Publishing, яким володіє Девід Хоу. В той час Хоу був також головою «Британського товариства фентезі», координатором Британської премії фентезі і цивільним чоловіком Стоун.